# Ipotesi del mondo a IPA
L'ipotesi del mondo a IPA è un'ipotesi sull'origine della vita che propone gli idrocarburi aromatici policiclici (IPA) come basi per un mondo pre-RNA. Nonostante non sia ancora stata sperimentata, nel 2007 la Sonda Cassini/Huygens ha rilevato la presenza di toline anioniche nelle regioni superiori dell'atmosfera di Titano.

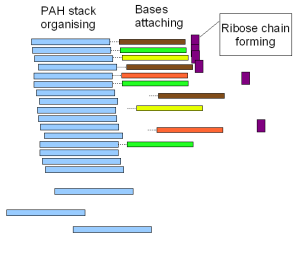
Assemblaggio di una pila di IPA

Esperimenti come quello di Miller ed altri permettono la semplice costruzione di primitive molecole organiche tra cui gli amminoacidi. L'ipotesi del mondo a RNA mostra come l'RNA possa divenire proprio catalizzatore (ribozima), e quindi divenire base dell'evoluzione della vita. In mezzo vi sono alcuni passaggi mancanti come ad esempio l'origine delle molecole di RNA. L'ipotesi del mondo a IPA è stato proposto nel 2005 da Simon Nicholas Platts.
È noto che gli idrocarburi aromatici policiclici sono un probabile costituente del mare primordiale. Gli IPA non sono normalmente solubili facilmente nell'acqua di mare, ma qualora soggetti a radiazione ionizzante come per esempio la luce ultravioletta, gli atomi di idrogeno più esterni possono essere strappati e rimpiazzati con un gruppo idrossile, rendendo gli IPA maggiormente solubili in acqua.
Gli IPA sono anfilici, il che significa che hanno parti che sono sia idrofile che idrofobe. Pertanto in soluzione, come i lipidi, tendono ad autoorganizzarsi in pile, con le parti idrofobe protette.
In questa pila auto-ordinante, la separazione tra gli anelli è di 0.34 nm, la medesima separazione rilevata nell'RNA e nel DNA. Le molecole più piccole si attaccheranno naturalmente agli anelli di IPA. Tuttavia, tali anelli, durante la formazione, tendono a ruotare su se stessi, il che porta a dislocare i composti attaccati che colliderebbero con quelli agganciati a quelli sopra e sotto. Pertanto questo incoraggia legami preferenziali sulle molecole del piano come le basi pirimidine e purine. Queste basi sono similmente anfiliche e quindi tendono anch'esse ad allinearsi in simili pile, terminando un'efficiente impalcatura per la formazione di una spina dorsale di acidi nucleici lungo le basi.
Un lieve cambiamento di acidità avrebbe poi permesso alle basi di rompere la pila originaria di IPA e formare così molecole come l'RNA.